# Amundsenia
Amundsenia is een geslacht van korstmossen behorend tot de familie Teloschistaceae. De typesoort is Amundsenia austrocontinentalis. De typesoort komt voor op Antarctica en Amundsenia approximata komt voor in het Noordpoolgebied.

## Soorten
Volgens Index Fungorum telt het geslacht twee soorten (mei 2023):
| Soortnaam                      | Auteur(s)                                    | Publicatiejaar |
| ------------------------------ | -------------------------------------------- | -------------- |
| Amundsenia approximata         | (Lynge) Søchting, Arup & Frödén              | 2014           |
| Amundsenia austrocontinentalis | Garrido-Ben., Søchting, Pérez-Ort. & Seppelt | 2014           |